# Алексидзе, Леван Андреевич
Леван Андреевич Алексидзе (груз. ლევან ანდრიას ძე ალექსიძე; 1926—2019) — советский и грузинский учёный в области международного права, общественно-политический деятель и дипломат, доктор юридических наук (1963), профессор (1965), академик Национальной академии наук Грузии (2001). Почётный гражданин Тбилиси (2011).

## Биография
Родился 5 июля 1926 года в Тбилиси, Грузинской ССР.
С 1942 по 1947 год обучался на юридическом факультете Тбилисского государственного университета. С 1947 по 1950 год обучался в аспирантуре Института права АН СССР.
С 1964 года на педагогической работе в Тбилисском государственном университете в должностях: ассистента, доцента, с 1963 года — профессор, с 1969 по 1970 год — заведующий кафедрой международного права юридического факультета и с 1977 года — профессор  этой кафедры. С 1985 по 1993 год — первый проректор и с 2010 года — проректор этого университета. В 1990 году был инициатором создания в этом университете факультета международного права и международных отношений. Помимо педагогической занимался и научной работой с 2000 года являясь — директором Института европейского права и международного права в области прав человека.
С 1970 по 1978 год работал в секретариате ООН в качестве старшего сотрудника и секретаря подкомиссии по предупреждению дискриминации и защите меньшинств Комитета по правам человека. одновременно с 1970 года был приглашённым преподавателем в зарубежных высших учебных заведениях, в том числе в Академии международного права в Гааге, в Бостонском и Эморийском университетах в США, в Берлинском университете в Германии где читал курс лекций по актуальным вопросам международного права.

### Научно-педагогическая деятельность и вклад в науку
Основная научно-педагогическая деятельность Л. А. Алексидзе была связана с вопросами в области международного права и международных отношений, прав человека и дискриминации меньшинств, занимался исследованиями в области международно-правовых аспектов грузинской истории. Л. А. Алексидзе с 1958 по 1991 год являлся членом и с 1962 по 1970 и с 1981 по 1990 год — членом исполнительного совета Советской ассоциации международного права.
В 1950 году защитил кандидатскую диссертацию по теме: «Принцип единогласия великих держав в ООН - один из основных институтов современного международного права», в 1963 году защитил докторскую диссертацию на соискание учёной степени доктор юридических наук по теме: «Взаимоотношение Грузии с Россией в XV-XVIII вв. : международно-правовое исследование». В 1965 году ВАК СССР ему было присвоено учёное звание профессор. В 2001 году был избран действительным членом  АН Грузии.  Л. А. Алексидзе было написано более ста пятидесяти научных работ, в том числе монографий и сто шестьдесят научных статей опубликованных в ведущих научных журналах.

### Общественно-политическая деятельность
С 1990 по 1991 год Л. А. Алексидзе являлся народным депутатом Республики Грузия и членом Комитета Верховного Совета Республики Грузия по внешним сношениям. С 1992 года являлся советником международного права президента Грузии  Э. Шеварнадзе, с 2003 года — советник  Н. Бурджанадзе. С 1994 по 1999 год являлся представителем Грузии на сессиях Комиссии ООН по правам человека. С 2010 года был назначен руководителем Совета советников министерства образования Грузии

## Основные труды
- Принцип единогласия великих держав в ООН - один из основных институтов современного международного права / Л. А. Алексидзе ; Ин-т права Акад. наук СССР. - Москва : [б. и.], 1950. - 20 с.
- Взаимоотношения Грузии с Россией в XVI и XVIII вв.: (Международно-правовое исследование) / Л. Алексидзе. - Тбилиси : [б. и.], 1963. - 91 с.
- Взаимоотношение Грузии с Россией в XV-XVIII вв. : международно-правовое исследование. - Тбилиси, 1963. - 544 с.
- Международно-правовые отношения Грузии и России в XV-XVIII веках / Леван Алексидзе. - Тбилиси : Сабчота Сакартвело, 1983. - 247 с.
- Современное международное право : [Для юрид. фак. вузов] / Леван Алексидзе. - Тбилиси : Изд-во Тбил. ун-та, 1986. - 493 с[6]

## Награды и премии
- Президентский орден «Сияние» (26.5.2010)[7]
- Орден Чести (1996)[8]
- Орден Чести (1998)[8]